# Episodi di Virgin River (prima stagione)
La prima stagione della serie televisiva Virgin River è stata pubblicata su Netflix il 6 dicembre 2019.
| n° | Titolo originale       | Titolo italiano      | Pubblicazione   |
| -- | ---------------------- | -------------------- | --------------- |
| 1  | Carry On               | La vita continua     | 6 dicembre 2019 |
| 2  | Lost                   | Smarriti             | 6 dicembre 2019 |
| 3  | ...And Found           | ...e ritrovati       | 6 dicembre 2019 |
| 4  | A Wounded Heart        | Un cuore ferito      | 6 dicembre 2019 |
| 5  | Under Fire             | Sotto assedio        | 6 dicembre 2019 |
| 6  | Let's Mingle           | Socializziamo!       | 6 dicembre 2019 |
| 7  | If Truth Be Told...    | A dire il vero...    | 6 dicembre 2019 |
| 8  | Into the Light         | Alla luce            | 6 dicembre 2019 |
| 9  | Everybody Has a Secret | Ognuno ha un segreto | 6 dicembre 2019 |
| 10 | Unexpected Endings     | Finali inattesi      | 6 dicembre 2019 |